# Лозаннский метрополитен
Метрополите́н Лоза́нны — один из видов общественного транспорта Лозанны, второй метрополитен Швейцарии.
Эксплуатируется организацией TL, которая также эксплуатирует троллейбусы и автобусы в Лозанне, поэтому тарифы метрополитена унифицированы с остальными видами городского транспорта; турникеты отсутствуют.
Линию М1 называют лёгким метро, а линия M2 является автоматизированной линией метрополитена типа VAL. После открытия линии M2 осенью 2008 Лозанна является самым маленьким городом в мире с полноценным метрополитеном (ранее таковым был Ренн, см. Реннский метрополитен).

## Линия M1

### История
Линия M1 была открыта 24 мая 1991 года. Первоначально она называлась «Юго-восточный лозаннский трамвай» (фр. Tramway du Sud-Ouest lausannois, TSOL), но позднее её переименовали в метро. Тем не менее линия до сих пор скорее напоминает скоростной трамвай, нежели «тяжёлое» метро. На линии имеется большое количество переездов со шлагбаумами (таким образом линия не удовлетворяет такому критерию метро, как полная сегрегированность от другого транспорта). Тем не менее на авторитетном сайте urbanrail.net метро в Лозанне обозначено как полноценный метрополитен (из-за линии М2).

### Особенности линии
Длина линии M1 составляет 7,8 километров, линия соединяет центр Лозанны с пригородом Ренан (фр. Renens), кампусами Университета Лозанны и Федеральной политехнической школы Лозанны. Небольшая часть линии проходит в тоннеле (имеется три подземные станции) и по эстакаде, но большая часть пути проложена на уровне земли, на выделенной полосе. Линия большей частью одноколейная, с разъездами на станциях. Среднее время поездки по линии — 19 минут. Интервал движения — 10—15 минут по будням и субботам и 20 минут по воскресеньям.
Подземные участки:
- От станции Lausanne-Flon до станции Vigie (сразу за Vigie линия выходит из тоннеля)
- От станции Malley (тоннель начинается сразу перед станцией, станция подземная) до середины перегона между Malley и Bourdonnette

Ширина колеи — стандартная (1435 мм), токосъём верхний.
На линии имеется пятнадцать станций. В Лозанне конечная станция метро совмещена с конечной станцией пригородной узкоколейной железной дороги LEB (станция подземная, двухуровневая. Метро и LEB используют разные уровни). В Ренане конечная станция метро совмещена со станцией государственных железных дорог.
| Станция      | Особенности | Фото |
| ------------ | ----------- | ---- |
| Лозанна-Флон |             |      |
| Vigie        |             |      |
| Montelly     |             |      |
| Provence     |             |      |
| Malley       |             |      |
| Bourdonnette |             |      |
| UNIL-Dorigny |             |      |
| Mouline      |             |      |
| UNIL-Sorge   |             |      |
| EPFL         |             |      |
| Bassenges    |             |      |
| Cerisaie     |             |      |
| Crochy       |             |      |
| Epenex       |             |      |
| Renens CFF   |             |      |

### Подвижной состав
На линии M1 используются сочленённые двухсекционные поезда.

## Линия M2

### История

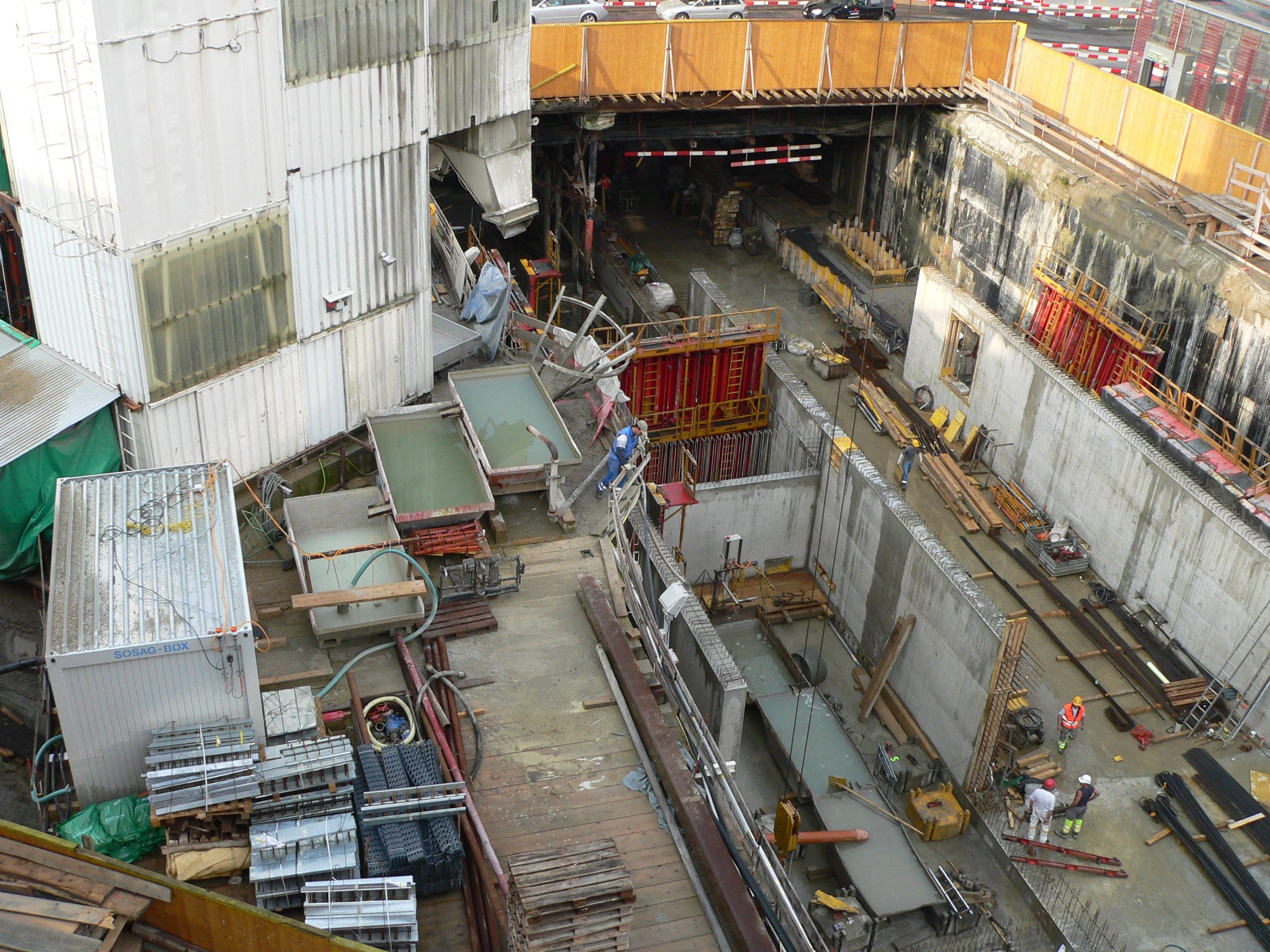
Строительство второй линии лозаннского метро

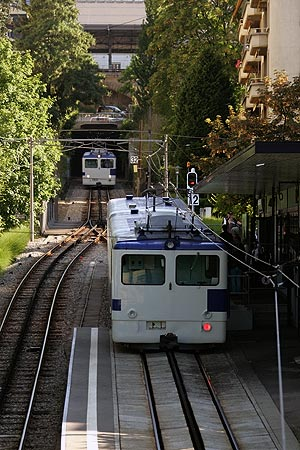
Зубчатая железная дорога

Линия M2 — вторая линия метрополитена, была открыта в присутствии министра транспорта Швейцарии и руководства города 18 сентября 2008, проработала три дня (18—21 сентября) бесплатно, закрылась и окончательно заработала 27 октября 2008 года.
Предшественником линии М2 был фуникулёр Лозанна — Уши, открытый в 1877 году. В 1959 году линия фуникулёра была переоборудована в зубчатую железную дорогу, которая стала официально называться метро. Больше половины линии проходило на уровне земли, в зелёном коридоре.
Линия зубчатой железной дороги была закрыта 22 января 2006 года для переоборудвания в линию метрополитена. Подвижной состав был продан в город Виллар-де-Лан (Villard-de-Lans) для строящейся там зубчатой железной дороги.
Проект М2 был разработан в 2001 году по французской технологии автоматизированного метро типа VAL. В 2002 году он был одобрен на референдуме и получил финансирование. После закрытия зубчатой железной дороги началось строительство линии метро М2. На время строительства метро пущен заменяющий маршрут автобуса MB (от фр. métrobus), следующий в режиме экспресса (не останавливается на большинстве остановок).
Частью трассы линии М2 является трасса зубчатой железной дороги (между станциями Ouchy и Flon). В продолжение существовавшего участка также ведётся строительство нового, который будет доходить до пригорода Лозанны Эпаланж (фр. Epalinges).

### Особенности линии

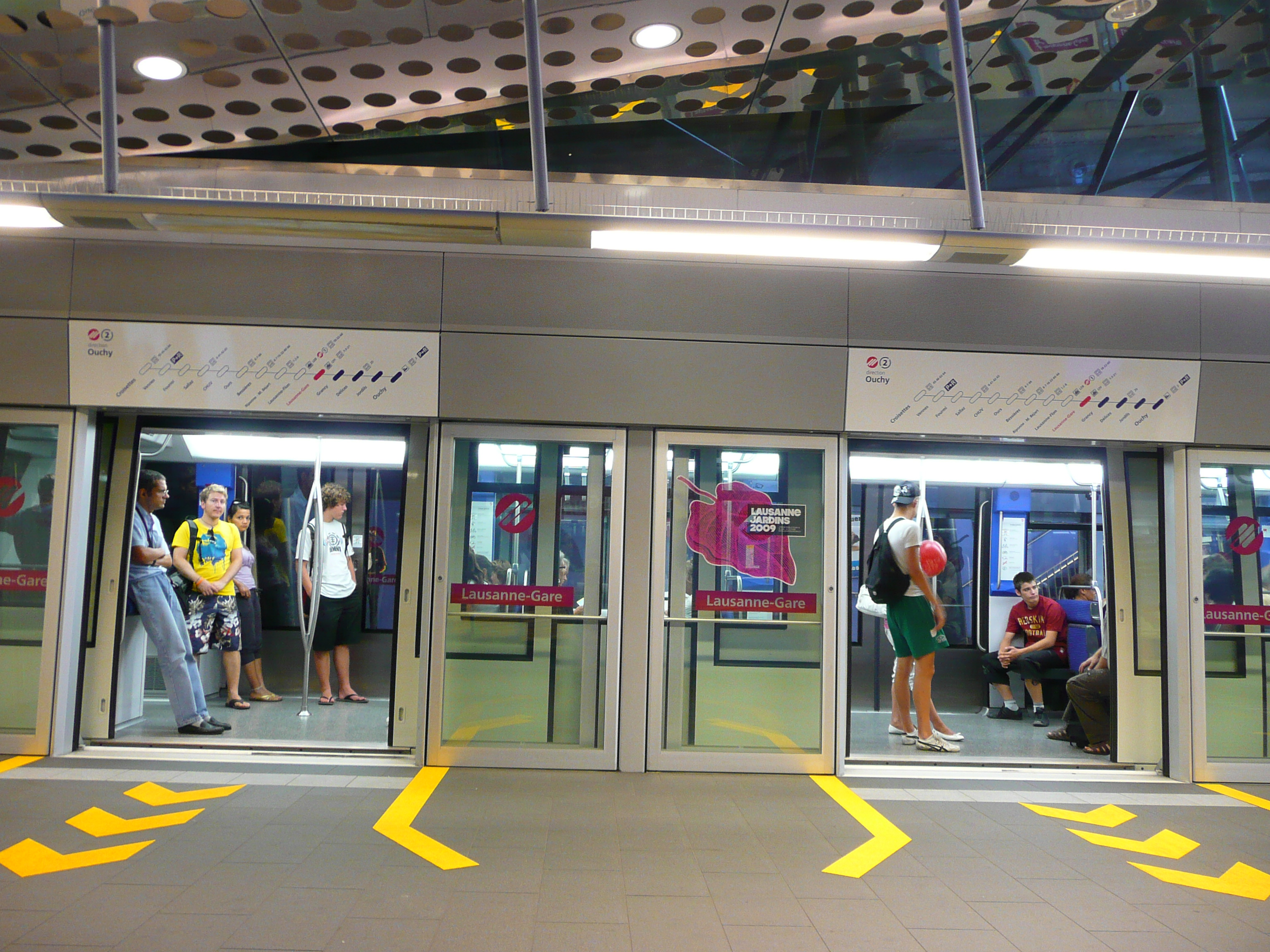
Станция Lausanne-Gare с установленными платформенными раздвижными дверьми

Линия М2 проходит большей частью под землёй (примерно 70 % протяжённости трассы). На линии используют поезда с резиновыми шинами, так как использование классических поездов (с металлическими колёсами) невозможно из-за слишком больших уклонов на линии. С технической точки зрения М2 больше всего походит на линии 1 и 14 парижского метрополитена.
Длина линии составляет шесть километров (из них полтора километра приходится на трассу зубчатой железной дороги), на линии четырнадцать станций. Станция Flon является важным транспортным узлом: это станция пересадки между обеими линиями метрополитена и пригородной железной дорогой LEB.
Перепад высот составляет 375 метров, максимальный уклон достигает 12 %, средний — 5 %.
Линия двупутная, за исключением участка под вокзалом государственных железных дорог.
Планируемый пассажиропоток по линии — 6600 человек в час. Время поездки по линии из конца в конец — 18 минут. Интервал: между станциями CFF Station и La Sallaz — 3 минуты, на остальной части линии — 6 минут.
Линия функционирует в автоматическом режиме, на всех станциях установлены платформенные раздвижные двери. Управление линией осуществляется с одного диспетчерского пункта.
Депо расположено рядом со станцией Vennes.

Схема линии М2

| Станция        | Новая/существующая | Расположение                   | Время остановки |
| -------------- | ------------------ | ------------------------------ | --------------- |
| Уши́-Олимпик    | существующая       | наземная, открытая             | 70"             |
| Jordils        | существующая       | наземная, открытая             | 25"             |
| Délices        | новая              | наземная, в закрытом помещении | 25"             |
| Montriond      | закрыта            | наземная, открытая             | -               |
| Grancy         | новая              | наземная, открытая             | 25"             |
| Вокзал         | существующая       | подземная                      | 35"             |
| Флон           | существующая       | подземная                      | 35"             |
| Рипон          | новая              | подземная                      | 35"             |
| Bessières      | новая              | подземная                      | 25"             |
| Ours           | новая              | подземная                      | 35"             |
| CHUV           | новая              | подземная                      | 35"             |
| La Sallaz      | новая              | наземная, в закрытом помещении | 35"             |
| Fourmi         | новая              | подземная                      | 25"             |
| Vennes         | новая              | подземная                      | 25"             |
| Les Croisettes | новая              | подземная                      | 70"             |

### Подвижной состав

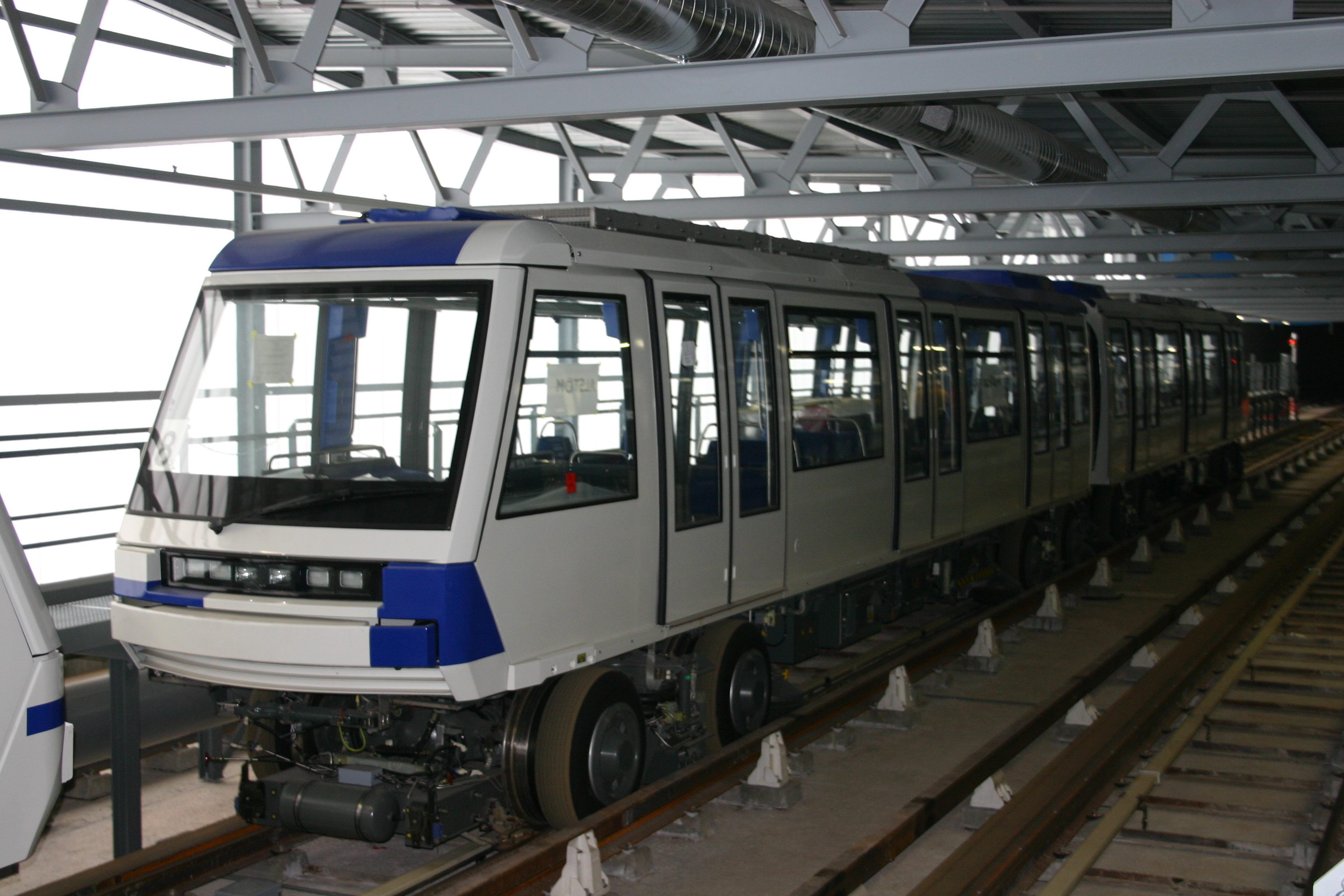
Поезд для М2 в депо Vennes

На линии М2 используются двухвагонные поезда типа Be 8/8 TL, основанные на конструкции парижских метропоездов типа MP 89CA. Средний выпуск на линию составляет 15 составов.
Основные характеристики:
- Длина поезда: 30,68 м
- Длина вагона: 15,34 м
- Ширина вагона: 2,45 м
- Высота вагона от уровня земли: 3,47 м
- Масса пустого поезда: 57316 кг
- Масса поезда при максимальной наполненности (4 человека/м²): 72856 кг
- Ширина дверей: 1,65 м
- Высота дверей: 1,9 м
- Сидячих мест: 62
- Общая пассажировместимость
  - При номинальной нагрузке (4 человека/м²): 222
  - При полной нагрузке (6 человек/м²): 314
  - При максимальной нагрузке: (8 человек/м²): 406

Первый поезд был доставлен в Лозанну 2 марта 2006 года. После этого поставлялось по два поезда в месяц. Первоначально поезда размещались в депо государственных швейцарских железных дорог. К концу 2006 года было достроено метродепо рядом со станцией Vennes, и поезда были перевезены туда.